# Cornopteris latiloba
Cornopteris latiloba är en majbräkenväxtart som beskrevs av Ren-Chang Ching. Cornopteris latiloba ingår i släktet Cornopteris och familjen Athyriaceae. Inga underarter finns listade.